# Баланус (предводитель галлов)
Баланус или Балан (лат. Balanus Regulus Gallorum) — предводитель галлов во II веке до н. э. Тит Ливий рассказывает, что во время Третьей Македонской войны Баланус послал в Рим послов с предложением своей помощи. Сенат, желая выразить свою благодарность, послал ему в подарок золотое ожерелье, чашу и лошадь со сбруей (equus phaleratus armaque equestra).

## Источник
- Баланус, предводитель галлов // Энциклопедический словарь Брокгауза и Ефрона : в 86 т. (82 т. и 4 доп.). — СПб., 1890—1907.